# Virginia Rappe
Pour les articles homonymes, voir Rappe.
Virginia Rappe, née le 7 juillet 1891 à Chicago (Illinois) et morte le 9 septembre 1921 à San Francisco (Californie), est une actrice américaine, dont la mort est au cœur de l'affaire Roscoe Arbuckle.

## Biographie
La mère de Virginia, Mabel Rapp, originaire de Chicago, déménage à New York après avoir accouché, pour fuir sa famille et le scandale car l'enfant a été conçu hors mariage et sans père déclaré. Elle meurt alors que Virginia n'a que 11 ans ; celle-ci retourne alors chez sa grand-mère à Chicago. Virginia entame une carrière de mannequin dès l'âge de 18 ans et transforme son nom en « Rappe ».
En 1916, elle déménage pour Los Angeles et figure (non créditée) dans le film The Foolish Virgin d'Albert Capellani. En 1917, elle apparaît dans Paradise Garden de Fred J. Balshofer aux côtés d'Harold Lockwood. Balshofer l'engage avec le jeune et inconnu Rudolph Valentino en 1918 pour jouer aux côtés de Julian Eltinge dans un film de propagande sur la Première Guerre mondiale, Over the Rhine, qui ne sortira cependant qu'en 1920 sous le titre An Adventuress.
En 1919, Virginia Rappe a une liaison avec le producteur et réalisateur Henry Lehrman, qui est le producteur, pour la Fox Film Corporation, du film dans lequel elle tourne, His Musical Sneeze. Lehrman devient son fiancé en 1920. Il lui donne un rôle dans chacun des cinq films qu'il produit avec la Henry Lehrman Comedies. Au-delà de la caricature du « producteur imposant sa petite amie », il est certain que Virginia Rappe n'a pas eu de rôle marquant en tant qu'actrice de cinéma. Certains biographes lui font rencontrer Roscoe Arbuckle à l'époque de la Keystone, ce qui est possible, mais toujours en tant que figurante.
En septembre 1921, elle est au cœur de l'affaire Roscoe Arbuckle lorsqu'elle meurt des suites d'une péritonite consécutive à une rupture de la vessie. Quatre jours avant, elle a été prise de violentes douleurs abdominales lors d'une fête organisée en compagnie de la star de l'époque, Roscoe Arbuckle. Les circonstances de sa mort apparaissent troubles dans un premier temps et Roscoe Arbuckle est accusé de viol et d'homicide involontaire. Il sera par la suite innocenté, mais le scandale qui s'ensuit provoquera l'interdiction de tournage de l'acteur.
Virginia Rappe est enterrée au Hollywood Memorial Park Cemetery. À sa mort, Henry Lehrman se fit enterrer à ses côtés.

## Filmographie
- 1917 : The Foolish Virgin d'Albert Capellani : une vendeuse
- 1917 : Le Jardin du paradis (Paradise Garden) de Fred J. Balshofer : Marcia Van Wyck
- 1919 : His Musical Sneeze de Jack White aux côtés de Lloyd Hamilton
- 1919 : Fantasy[4] d'Henry Lehrman, dont on ne trouve la trace nulle part ailleurs
- 1920 : A Twilight Baby de Jack White  aux côtés de Lloyd Hamilton
- 1920 : An Adventuress de Fred J. Balshofer : Vanette aux côtés de Rudolph Valentino
- 1920 : The Kick in High Life de Al Herman et Albert Ray
- 1920 : Wet and Warmer de Henry Lehrman
- 1921 : The Punch of the Irish de Noel M. Smith
- 1921 :  A Game Lady de Noel M. Smith aux côtés de Lloyd Hamilton